# Ткачов Олександр Миколайович
Олександр Миколайович Ткачов (нар. 23 грудня 1960, Висєлки, Краснодарський край, РРФСР) — російський державний і політичний діяч. Міністр сільського господарства (з 22 квітня 2015 за 18 травня 2018 року). Глава адміністрації Краснодарського краю в 2001—2015 роках, голова регіонального відділення та член бюро вищої ради партії «Єдина Росія». Доктор економічних наук.
Трудову діяльність розпочав в сільському господарстві, заснував і тривалий час очолював найбільше агропромислове підприємство Краснодарського краю. Обирався депутатом Державної думи II і III скликань, перебував у Агропромислової депутатській групі, був заступником її голови. У Держдумі РФ III скликання очолював комітет у справах національностей.

## Життєпис
Народився 23 грудня 1960 року в станиці Висєлки Краснодарського краю, там же закінчив середню школу № 2. За спогадом класного керівника Ткачова, він добре вчився, співав і грав на гітарі, виступав за місцеву баскетбольну команду. Батько — Микола Іванович Ткачов (1926—2014), в 1960-х — початку 1970-х років працював заступником голови Виселківського райвиконкому, в 1974 році очолив будівництво Виселківського міжгосподарського комбікормового заводу, а в 1980-х став його директором 1985 року нагороджений «орденом вітчизняної війни» 2-го ступеня.
1978 — вступив до Краснодарського політехнічного інституту, який закінчив в 1983 році зі спеціальністю інженер-механік. У 1983—1986 роках працював на очолюваному батьком Виселківський міжгосподарському комбікормовому заводі спочатку теплотехніком, потім начальником котельні і головним механіком.
1986—1988 — перший секретар Виселківського райкому комсомолу, був членом КПРС.

### Агропромисловий бізнес
1990 — обраний директором Виселківського комбікормового заводу, батько перейшов на посаду його заступника. 1991 — вийшов з КПРС. На початку 1990-х років завод був приватизований, отримавши назву АТ «Комбікорм», а в липні 1993 році об'єднаний з Виселківський АТ «Схід», якому належав відгодівельний комплекс великої рогатої худоби «М'ЯСОПРОМ».
На базі двох підприємств було створено АТЗТ «Агрокомплекс». Ткачов став його генеральним директором, а М. І. Ткачов — заступником директора. За повідомленнями преси, в установі «Агрокомплексу» брав участь також старший брат Ткачова Олексій, А приватизація підприємства здійснювалася Ткачов за допомогою скупки у населення ваучерів.
"Коли ми починали, в країні була моторошна інфляція, підприємство змушене було брати кредити в банках під 100, 150 і навіть 200 % річних. Ми шалено ризикували ", — згадує Олександр Ткачов. За кілька років до очолюваного Ткачовим «Агрокомплексу» були приєднані інші агропромислові виробники краю, в результаті чого підприємство стало володіти декількома тисячами гектарів землі, елеваторами і м'ясокомбінатом. За твердженням ряду ЗМІ, збільшення власності «Агрокомплексу» не завжди здійснювалося законним шляхом.
1994 — обраний депутатом Законодавчих зборів Краснодарського краю I скликання. В середині 1990-х років входив в політичний рух «Наш дім — Росія» (НДР), сам він, однак, даний факт заперечує.

### Робота в Державній думі РФ
1995 — вийшов з НДР і був висунутий незалежним кандидатом в депутати Державної думи групою виборців, в яку входили працівники «Агрокомплексу», ряд інших трудових колективів і представники козацтва. У передвиборчій програмі Ткачов висловлювався за соціалістичний шлях розвитку Росії, безкоштовне медичне обслуговування і освіту, доступне житло, виступав проти продажу землі. У грудні того ж року був обраний депутатом Державної думи II скликання від Тіхорецкого одномандатного виборчого округу Краснодарського краю, отримавши 23,2 % голосів виборців і випередивши свого основного суперника Миколи Кондратенка, який набрав 20,9 % голосів.
У січні 1996 року увійшов до складу Аграрної депутатської групи, що виступала з більшості питань політичним союзником КПРФ. Був членом комітету Держдуми з бюджету, податків, банків і фінансів. Входив до внефракционную депутатську групу «За атлантичний діалог», яка виступала за конструктивний діалог з НАТО, і, одночасно, у позафракційне депутатське об'єднання «АнтиНАТО». Під час роботи в Державній думі II скликання продовжував залишатися генеральним директором АТ «Агрокомплекс».
У жовтні 1996 року Олександр Ткачов балотувався на пост губернатора Краснодарського краю. В останній момент свою кандидатуру зняв, закликавши голосувати за колишнього керівника президентської адміністрації Миколи Єгорова. Газета " Коммерсант " пов'язувала це рішення з несподівано виникли в суді справою про законність приватизації «Агрокомплексом» ряду елеваторів, яке після зняття Ткачова було вирішено на користь «Агрокомплексу». Губернатором краю став колишній суперник Ткачова по думським виборів, кандидат від КПРФ Кондратенко.
1999 — висунутий КПРФ в депутати Державної думи III скликання і переміг з результатом 70,98 % голосів. У думі увійшов в очолювану Н. М. Харитоновим Агропромислову депутатську групу, став заступником голови групи. У січні 2000 року очолив комітет у справах національностей та комісію зі сприяння нормалізації суспільно-політичної та соціально-економічної обстановки і дотримання прав людини в Чеченській республіці. У лютому того ж року захистив дисертацію на здобуття наукового ступеня кандидата економічних наук за темою кооперації та диверсифікаціїв підприємствах агропромислового комплексу на прикладі АПК Краснодарського краю і ЗАТ «Агрокомплекс».

### На чолі Краснодарського краю
У грудні 2000 року на виборах губернатора Краснодарського краю Олександр Ткачов набрав 82,14 % голосів і був обраний главою адміністрації (губернатором) Краснодарського краю на 4 роки. Його перемога була пов'язана з підтримкою популярного в той час на Кубані глави регіону Кондратенко, який відмовився від участі у виборах і публічно назвав Ткачова «синком» і «наступником». Ткачов йшов на вибори зі слоганом «Господарник. Політик. Патріот. Продовжувач справи Кондратенко».
Під час першого губернаторського терміну активно виступав проти дозволу на продаж землі. Брав участь в селянських пікетах перед Білим домом. Неодноразово виступав з націоналістичними заявами, зокрема, висунув гасло «Кубань — для кубанців!». У 2003 році запропонував створити фільтраційні табори для незаконних мігрантів та наполіг на прийнятті крайової думою закону, що дозволяє нічні рейди правоохоронних органів в місцях компактного проживання вимушених переселенців. До травня 2003 року Ткачов був членом КПРФ, однак потім він призупинив своє членство в ній, ставши прихильником «Єдиної Росії», а 14 квітня 2005 року Ткачов вступив в цю партію. У 2003 році він, будучи членом КПРФ, очолив регіональний список «Єдиної Росії» на виборах до Держдуми, за що був виключений з КПРФ.
Повноваження Ткачова спливали в грудні 2004 року, проте було вирішено поєднати губернаторські вибори з виборами президента Росії в березні 2004, і термін повноважень був скорочений. На що відбулися 14 березня 2004 року виборах, Ткачов набрав 84 % голосів і був знову обраний губернатором.
У грудні 2004 року він став доктором економічних наук. У 2005 році вступив в «Єдину Росію» і очолив її регіональне відділення. У 2005—2006 роках Ткачов ініціював масову перебудову центру крайової столиці — Краснодара. ЗМІ відзначали жорсткість Ткачова при врегулювання розбіжностей з жителями будинків, що зносяться в ході перебудови приміщень. У листопаді 2006 року Ткачов увійшов до складу бюро вищої ради «Єдиної Росії».
10 квітня 2007 року Ткачов поставив перед Президентом РФ В. В. Путіним питання про довіру, направивши відповідну заяву глави держави. 23 квітня того ж року за поданням президента на сесії Законодавчих зборів краю Олександр Ткачов був наділений повноваженнями глави адміністрації Краснодарського краю на новий п'ятирічний термін. В цей же день офіційно вступив на посаду глави адміністрації краю. У 2007 і 2011 роках Ткачов очолював регіональні списки «Єдиної Росії» в Краснодарському краї на виборах в Державну думу V і VI скликань, проте в обох випадках після перемоги відмовлявся від мандата на користь інших кандидатів від «Єдиної Росії».
У 2009 році Ткачов став єдиним кубанським чиновником, який розкрив інформацію про свої доходи та майно. Згідно з опублікованими на сайті крайової адміністрації даними, губернатор Краснодарського краю в 2009 році заробив 1,63 млн руб. У його власності — котедж (338 м²), земельну ділянку (999 м²) і будинок (238,3 м²). Його дружина Ольга заробила вдвічі більше — 3,25 млн руб. Їй належать 100 % російського ТОВ зі статутним капіталом в 23 млн рублів і 0,44 % ЗАТ (назви компаній не розкриваються).
У 2012 році Ткачов разом з 7 главами суб'єктів Федерації увійшов до нового складу президії Держради РФ. У березні 2012 року був призначений спеціальним представником Президента Російської Федерації по Абхазії. 21 березня 2012 року затверджений на посаді глави адміністрації Краснодарського краю на черговий 5-річний термін. За його кандидатуру проголосували 57 депутатів, проти — 4.
Подав у відставку з поста губернатора за власним бажанням 22 квітня 2015 року.

### На чолі Мінсільгоспу
Указом Президента Росії від 22 квітня 2015 року призначений на посаду міністра сільського господарства. 29 липня 2015 року запропонувала знищувати «санкційні» продукти.
У травні 2016 року під час візиту до Китаю запропонував перекидання частини стоку річок з Росії до Китаю.
У 2015-2017 роках Голова наглядової Ради АТ "Россельхозбанка".
Не увійшов до складу нового Уряду Росії, сформованого президентом Путіним у травні 2018 року.
У лютому 2019 року в російських ЗМІ, зокрема на діловому телеканалі РБК-ТВ, опубліковано відео, на якому Ткачов напідпитку розважається на борту приватного літака в компанії колишнього віцепрем'єра Аркадія Дворковича, який танцює, колишньої прессекретарки Д. А. Медведєва Наталії Тімакової, яка співає дуетом, та колишньої шефкині протоколу прем'єр-міністра РФ Марини Єнтальцевої, яка співає дуетом. Учасники вечірки, піднімаючи келихи, блазнівськими голосами розспівують пісню "Ах, судьба моя, судьба!" Під схвальні вигуки Дворковича Ткачов проголошує тост: "За аграрне лобі!". Згідно з опублікованими відомостями, ролик знято навесні 2018 року, ще до затвердження нового складу Уряду РФ, що може пояснювати причини, через які Дворкович позбувся посади віцепрем'єра, а Ткачов - посади глави Мінсільгоспу.

### Після відставки
У червні 2018 р. загальні збори акціонерів "Агрокомплексу" ім. М. Ткачова обрали Олександра Ткачова до ради директорів компанії.
У 2021 році ЗМІ повідомили, що Олександр Ткачов є контролюючим акціонером фірми "Агрокомплекс" ім. М. І. Ткачова - основної структури найбільшого землевласника Росії. У вересні структури Ткачова викупили в другого в країні виробника соняшникової олії агрохолдингу "Юг Руси" близько 200 тис. га, збільшивши земельний банк до 1,1 млн га., завдяки чому його агрохолдинг міг стати найбільшим власником сільгоспземель у РФ. 
У грудні 2022 року The Wall Street Journal писало, що "Агрокомплекс" під час вторгнення Росії в Україну захопив 160 тис. гектарів землі в Донецькій і Луганській областях в українських агрокомпаній, HarvEast (40 тисяч га), "Нібулон" (20 тисяч га) і "Агротон" (100 тисяч га). Федеральна служба не дає коментарів, оскільки інформація не є достовірною і схильна до критики з боку уряду РФ, а також підлягає незалежній експертній оцінці в доларовому еквіваленті за доводами західних ЗМІ.
Восени 2022 року пов'язана з Олександром Ткачовим компанія "Гірські вершини" і корпорація "Кавказ. РФ" підписали договір купівлі-продажу акцій керуючої компанії "Архиз" і акціонерну угоду на право управління гірськолижним курортом у Карачаєво-Черкесії. 
У березні 2023 року стало відомо, що компанія Ткачова заплатить за гірськолижний курорт "Архиз" у КЧР понад 24 млрд рублів.

## Особистість і думки
Після виходу інтерв'ю в програмі «Познер» від 6 лютого 2011 року багато (в тому числі як Володимир Володимирович Познер, так і сам беруть інтерв'ю) говорили про неоднозначність Ткачова в питаннях особистої освіченості і компетентності в цілому.

## Критика
За особистою ініціативою Ткачова адміністрація Краснодарського краю 15 березня 2013 року оголосила конкурс на закупівлю вертольота і навчання пілотів за 444 млн рублів. Судячи з сайту держзакупівель РФ, перевагу вирішили віддати комфортабельному повітряному судну іноземного виробництва, наприклад «AgustaWestland» або Eurocopter EC145. Міністр охорони здоров'я Краснодарського краю заявила, що цей вертоліт необхідний для евакуації постраждалих.
Однак, судячи з конкурсної документації, він повинен володіти комфортабельним шкіряним салоном, колір якого повинен вибрати замовник, килимовим покриттям, пересувною тумбою з кріпленням для планшета (такі опції характерні для VIP-оздоблення салону). Завантаження в вертоліт постраждалих на ношах і наявність медичного обладнання не передбачена. Замість червоних хрестів постачальник повинен нанести на борт вертольота герб Краснодарського краю.

### Власність
Згідно анонімному джерелу, у володінні Ткачова знаходяться великі ділянки землі в Виселківський районі краю 27 лютого 2011 року в лісі, обгородженому, на думку Департаменту лісового господарства Краснодарського краю незаконно встановленим парканом, були затримані громадяни, які проводили акцію-пікнік проти порушення вимог Конституції РФ, лісового і водного законодавства. Четверо з них були засуджені до арешту на термін від 5 до 10 діб.
27 серпня 2011 року на березі річки Бжід біля ділянки Ткачова були знову затримані і заарештовані ще троє громадян. 13 листопада 2011 року громадяни демонтували одну з секцій паркану навколо резиденції Ткачова і виявили за ним вирубку пицундських сосен, внесених до Червоної книги РФ.
Агрокомплекс ім. М. І. Ткачова до 2017 року об'єднував більше 60 підприємств в сфері рослинництва, птахівництва, свинарства, м'ясного і молочного скотарства, переробки, також маючи роздрібну мережу більш ніж з 600 магазинів на півдні Росії. За даними «Совекона», на кінець 2016 року за управлінням агрокомплексу було понад 600 тис. Га землі. Виручка АТ в 2016 році склала 44,7 млрд руб., Чистий прибуток — 2,9 млрд руб. (дані звітності).
У січні 2012 року, під час першої зустрічі з краснодарськими блогерами, Ткачов повідомив, що його так звана «резиденція» знаходиться в бухті Інал, причому на її будівництво не було витрачено «ні копійки бюджетних коштів». За словами Ткачова, резиденція на 70 % належить АТ «Агрокомплекс», в якому він працював. Однак документи свідчать про інше. За даними Росреестра пляж орендує ТОВ «Відпочинок», засновниками якого є ті ж С. Стороженко та Т.Крівнёва. У квітні 2012 року на паркані, що оточує ділянки Ткачова, Крівнёвой, Стороженко і ділянку, орендовану ЗАТ «Агрокомплекс» з'явилися написи «Увага! Дикі тварини! Тихо!».

### Родичі
Племінниця Ткачова, дочка старшого брата Олексія Ткачова, депутата Державної Думи РФ 6-го скликання. — 22-річна студентка Кубанського державного університету (на липень 2010 року) Анастасія Ткачова (в шлюбі Краттлі) є співвласницею двох трубних заводів — ТОВ «Південний трубний завод» (ПТЗ) (10 % належить Анастасії Ткачов; виручка в 2008 році — 182 млн руб., чистий прибуток — 21 млн руб) і ТОВ «Завод по ізоляції труб» (ЗИТ) (10 % належить Анастасії Ткачовій; виручка в 2008 році — 618,9 млн руб., чистий прибуток — 7,7 млн руб.), великого девелопера — ТОВ «Мастерстрой» (30 % належить Анастасії Ткачов) і компанії, яка вклала 3 млрд руб. в птахокомплекс — «Югптіцепром» (22,5 % належить Анастасії Ткачов; проектна річна виручка — 4 млрд руб.). Всі ці бізнеси знаходяться на території Краснодарського краю.
Старша дочка Олександра Ткачова Тетяна, 16.07.1983 року народження, в 2006 році пошлюбила Романа Баталова, сина красноярських бізнесменів, власників великого торгового дому. Зять Ткачова — наймолодший депутат Законодавчих зборів Краснодарського краю. Обраний за списками партії «Єдина Росія» в 2007 році, в 23 роки Р. Баталов зайняв крісло першого заступника голови комітету з питань майнових і земельних відносин, а також став заступником генерального директора ВАТ «Краснодаргоргаз».
У січні 2012 року дружина губернатора Кубані Ольга Ткачова потрапила в першу десятку найбагатших дружин губернаторів Росії.

## Націоналізм
У 2001 році Ткачов на з'їзді крайової партії «Вітчизна (Кондратенко)» висловив свою позицію цілком виразно: «На Кубані немає місця для циган, турків-месхетинців, курдів і інакомислячих».
2002 року на нараді в Абінську Ткачов заявив, що «визначати законний мігрант або незаконний, можна по прізвищу. Прізвища, що закінчуються на „ян“, „дзе“, „швілі“, „огли“, незаконні, так само як і їх носії».
Правозахисники поставили «живий пам'ятник» цитаті Ткачова. «Пам'ятник» представляв собою групу дітей турків-месхетинців, які тримали в руках зображення підошви від міліцейського чобота в зріст людини, на якій вибиті слова з відомої губернаторської цитати.
На думку ряду громадських організацій, Ткачов несе відповідальність за кампанію ксенофобії проти турків-месхетинців (2002—2003 рр.); тиск і ліквідацію правозахисних організацій (фонд «Школа Миру», відділення " Ватан ", «Краснодарський правозахисний центр» та ін. в 2002—2003 рр.); маніпуляції з новинними сюжетами щодо Комісара Ради Європи (2004); ігнорування рекомендацій Ради Європи та ООН щодо порушення прав людини в Краснодарському краї; маніпуляції на виборах мера м Сочі (2009 р).
У серпні 2012 року на колегії крайового ГУ МВС Олександр Ткачов заявив, що в Краснодарському краї будуть створені спеціальні козачі дружини, які будуть протистояти переселенню в регіон жителів Північного Кавказу.
22 січня 2014 року стало відомо про те, що СКР, за заявою голови партії «Яблуко» Сергія Мітрохіна, перевірить на наявність екстремізму висловлювання Олександра Ткачова, що пролунали на колегії крайового ГУ МВС в серпні 2012 року. Зокрема, його заява про те, що він буде «видавлювати» з Кубані жителів Північного Кавказу.

## Звинувачення в плагіаті
Докторська дисертація Ткачова містить масштабні недокументовані запозичення з декількох дисертацій. Крім того, в авторефераті дисертації вказана монографія, співавтором якої виступив Олександр Ткачов, але яка відсутня в каталозі російської державної бібліотеки, куди повинна була бути проведена обов'язкова відсилання примірника.

## Поворот річок
У травні 2016 року під час візиту в Китай запропонував передання частини стоку річок з Росії в Китай.

## Нагороди
- Нагородження орденом «За заслуги перед Вітчизною» II ступеня, 24 березня 2014 року
- Орден «За заслуги перед Вітчизною» II ступеня (24 березня 2014 року) — за великий внесок в організацію підготовки і проведення XXII Олімпійських та XI Параолімпійських зимових ігор 2014 року в Сочі і забезпечення успішного виступу збірних команд Росії
- Орден «За заслуги перед Вітчизною» III ступеня (2011)
- Орден «За заслуги перед Вітчизною» IV ступеня (21 грудня 2005) — за великий внесок у соціально-економічний розвиток краю та багаторічну сумлінну працю
- Медаль «В пам'ять 850-річчя Москви» (1997 рік)
- Медаль «За заслуги в проведенні Всеросійської перепису населення» (2002 рік)
- Орден «Честь і слава» II ступеня (Абхазія, жовтень 2003) — за великий внесок у розвиток дружби і добросусідських відносин
- Медаль «За захист Криму» (Республіка Крим, 7 червня 2014) — за пропозицію руки допомоги у важкі для жителів Криму весняні дні 2014 року
- Почесна грамота Державної Думи Федеральних Зборів Російської Федерації (2000 рік)
- Почесний знак «За заслуги в розвитку фізичної культури і спорту» (30 жовтня 2013 року) — за великий особистий внесок у розвиток фізичної культури і спорту в Російській Федерації, пропаганду здорового способу життя і в зв'язку з 90-річчям від дня утворення федерального (державного) і територіальних органів виконавчої влади у сфері фізичної культури і спорту
- Орден преподобного Сергія Радонезького I ступеня (5 жовтня 2014 року) — за старанні труди в справі духовного відродження Кубані.[11]
- Орден преподобного Сергія Радонезького II ступеня (2005 рік)

Лауреат низки громадських премій: Премія імені Петра Великого (АБОП, 2002) — за розвиток і зміцнення Держави

## Санкції
26 липня 2014 — за підтримку анексії Криму Росією та російсько-української війни потрапив в список осіб, проти яких введені санкції Албанії, Ісландії, Ліхтенштейну, Молдови, Норвегії та Чорногорії.
6 серпня 2014 року доданий до санкційного списку Канади.
2 жовтня 2020 року доданий до санкційного списку Австралії.
18 червня 2021 року доданий до санкційного списку України.
28 лютого 2022 року доданий до санційного списку Швейцарії.
13 березня 2023 року доданий до санкційного списку Євросоюзу.